# Bulbophyllum breve
Bulbophyllum breve là một loài phong lan thuộc chi Bulbophyllum.